# Wladislaus (Liegnitz)
Wladislaus von Liegnitz (auch Ladislaus von Liegnitz; Wladislaw von Liegnitz; * 6. Juni 1296; † 1352) war Herzog von Liegnitz. Nachdem er aus diesem 1314 verdrängt wurde, wandte er sich der geistlichen Laufbahn zu. Er entstammte der schlesischen Linie der Piasten.

## Leben
Seine Eltern waren Herzog Heinrich V. und Elisabeth († 1304), Tochter des Herzogs Boleslaw von Kalisch. 
Wladislaus wurde erst drei Monate nach dem Tod seines Vaters geboren. Deshalb stand er und seine ebenfalls noch minderjährigen Geschwister unter der Vormundschaft ihres Onkels Bolko I., und nach dessen Tod 1301 des böhmischen Königs Wenzel II. 1305 übernahm Wladislaus ältester Bruder Bolko III. unter der Vormundschaft des Breslauer Bischofs Heinrich von Würben die Regierung über die ererbten Gebiete zugleich für seine jüngeren Brüder. 1311 wurde das väterliche Erbe geteilt. Boleslaw erhielt das Herzogtum Brieg, Heinrich das Herzogtum Breslau und Wladislaus das Herzogtum Liegnitz. Schon bald versuchte Boleslaw seine Macht auszudehnen und das Erbe seiner Brüder zu schmälern, mit denen er ständig in Streitigkeiten stand. Schließlich musste ihm Wladislaus, der die bei der Teilung vereinbarte Geldabfindung an Boleslaw nicht zahlen konnte, 1314 Liegnitz abtreten. Für dieses Jahr ist er als Breslauer Kanoniker und für das Jahr 1325 als dortiger Subdiakon belegt. Um 1326 soll er sich mit Anna († 1313), einer Tochter des Herzogs Boleslaw II. von Masowien vermählt haben, die er 1328 verließ. Nach der Rückkehr nach Schlesien soll er seine Rechte an Liegnitz dem böhmischen König Johann von Luxemburg verkauft haben. Vermutlich deshalb huldigte ihm am 9. Mai 1329 Wladislaus Bruder Boleslaw für Liegnitz und Brieg, wodurch beide Herzogtümer ein Lehen der Krone Böhmen wurden. Ebenfalls 1329 begleitete Wladislaus den König auf dessen Kreuzzug nach Litauen. Später soll sich Wladislaus dem Raubrittertum zugewandt haben. 